# Rundflån
Rundflån är en sjö i Falu kommun i Dalarna och ingår i Dalälvens huvudavrinningsområde. Sjöns area är 0,016 kvadratkilometer och den befinner sig 207 meter över havet.